# Паломбара (Козенца)
Паломбара је насеље у Италији у округу Козенца, региону Калабрија.
Према процени из 2011. у насељу је живело 189 становника. Насеље се налази на надморској висини од 510 м.